# César de Sabran
Pour les articles homonymes, voir Sabran.
César de Sabran (né à Aiguines vers 1642 et mort à La Sedtz près d'Entrevaux le 19 juin 1720), est un ecclésiastique, qui fut évêque de Glandèves de 1702 à 1720.

## Biographie
César est issu d'une lignée cadette des comtes de Forcalquier. Il est le second fils de Charles de Sabran, seigneur de Canjuers puis d'Aiguines et de Chantereine par héritage de son oncle, et de Marguerite Monier de Chateaudeuil. On ne sait rien de ses études mais il détient un double doctorat in utroque jure et en théologie. Il est chanoine du chapitre de Riez dès juin 1662 et déjà prêtre depuis longtemps lors de son élévation à l'épiscopat.
Nommé évêque de Glandèves en 1720 (il faut lire 1702), confirmé le 25 septembre et consacré en novembre par Daniel de Cosnac, archevêque d'Aix-en-Provence. Au cours de son épiscopat de 18 années, il réside le plus souvent à Aix en Provence ou à Paris et il ne vient dans son diocèse occuper le palais épiscopal de la Sedtz que pour y passer ses derniers jours et y mourir le 10 juin 1720.